# روبرت ماليت
روبرت ماليت (بالإنجليزية: Robert Mallet)‏ هو مهندس وجيولوجي أيرلندي، ولد في 3 يونيو 1810 في دبلن في جمهورية أيرلندا، وتوفي في 5 نوفمبر 1881 في كلافام ‏ في المملكة المتحدة.

## وصلات خارجية
- روبرت ماليت على موقع الموسوعة البريطانية (الإنجليزية)